# Українські інституційні репозитарії
Список інституційних репозитаріїв, які були створені та підтримуються українськими науковими, освітніми та дослідними установами.
| Назва | Рік запуску      | Програмне забезпечення |  |
| --- | ---------------- | ---------------------- |  |
| eBSPU Бердянського державного педагогічного університету                                                                                                | 2019             | DSpace                 |  |
| eTNEUIR Західноукраїнського національного університету                                                                                                  | 2015             | DSpace                 |  |
| eIRKRISTTI Комунального навчального закладу Київської обласної ради "Київський обласний інститут післядипломної освіти педагогічних кадрів"             | 2023             | WinterCMS (plugin)     |  |
| eIRAISE Комунального навчального закладу Київської обласної ради "Київський обласний інститут післядипломної освіти педагогічних кадрів" (до 2023 року) | 2016             | Wordpress              |  |
| eaKirNTU Кіровоградського національного технічного університету                                                                                         |                  |                        |  |
| eKhNUIR Харківського національного університету імені В. Н. Каразіна                                                                                    |                  |                        |  |
| KhNUIAIR Харківського національного університету внутрішніх справ                                                                                       | 2012             | Dspace                 |  |
| Електронна бібліотека Інституту програмних систем НАН Українии                                                                                          |                  |                        |  |
| eKMAIR Національного університету «Києво-Могилянська академія»                                                                                          | 2006             | DSpace                 |  |
| ELARTU Тернопільського національного технічного університету імені І. Пулюя                                                                             | 2008, вересень   | DSpace                 |  |
| MSU Repository Мукачівського державного університету | 2017 грудень     |                        |  |
| Електронний науковий архів НТБ НУ «Львівська політехніка»                                                                                               | 2010, 15 вересня |                        |  |
| Цифровий репозитарій ХНУМГ ім. О. М. Бекетова |                  |                        |  |
| eaUMSA Української медичної стоматологічної академії | 2017             | DSpace                 |  |
| eSevNTUIR Севастопольського національного технічного університету                                                                                       |                  |                        |  |
| eDonNUIR Донецького національного університету |                  |                        |  |
| eSSUIR Сумського державного університету | 2011, 28 січня   | Dspace                 |  |
| EUABIR Української академії банківської справи Національного банку України                                                                              | 2011, 20 січня   |                        |  |
| iRKNEU Державного вищого навчального закладу «Київський національний економічний університет ім. Вадима Гетьмана»                                       |                  |                        |  |
| elONUar Одеського національного університету імені І. І. Мечникова                                                                                      |                  | DSpace                 |  |
| eEast-UkrNUIR Східноукраїнського національного університету ім. В. Даля                                                                                 |                  | DSpace                 |  |
| Репозитарій Харківського національного медичного університету                                                                                           | 2011, травень    | DSpace                 |  |
| eNUFTIR Національного університету харчових технологій                                                                                                  |                  | DSpace                 |  |
| Електронна бібліотека України ELibUkr | 2009             |                        |  |
| eIRPSTU Приазовського державного технічного університету                                                                                                |                  |                        |  |
| Електронний архів Таврійського національного університету імені В. І. Вернадського                                                                      |                  |                        |  |
| eNTUKhPIIR Національного технічного університету «Харківський політехнічний інститут»                                                                   | 2013             | DSpace                 |  |
| eNULAUIR Національного юридичного університету імені Ярослава Мудрого                                                                                   |                  |                        |  |
| eaDonNTU Донецького національного технічного університету                                                                                               | 2011, січень     |                        |  |
| eONEUIR Одеського національного економічного університету                                                                                               |                  |                        |  |
| eSNUIR Східноєвропейського національного університету ім. Лесі Українки                                                                                 |                  |                        |  |
| ARRChNU Чернівецького національного університету ім. Ю. Федьковича                                                                                      |                  | DSpace                 |  |
| AeaNUPh Національного фармацевтичного університету |                  | DSpace                 |  |
| IRPNPU Полтавського національного педагогічного університету імені В. Г. Короленка                                                                      |                  | DSpace                 |  |
| eprints.mdpu.org.ua Мелітопольського державного педагогічного університету імені Богдана Хмельницького                                                  | 2016             | Eprints                |  |
| Електронна бібліотека Житомирського державного університету імені Івана Франка                                                                          | 2008, 1 вересня  | Eprints 3.3.14         |  |
| iR VNTU Вінницького національного технічного університету                                                                                               |                  | DSpace                 |  |
| IRZNAU Житомирського національного агроекологічного університету                                                                                        | 2014, травень    | DSpace                 |  |
| ELAKPI Національного технічного університету України «Київський політехнічний інститут»                                                                 |                  | DSpace                 |  |
| IrVSPU Вінницького державного педагогічного університету ім. М. Коцюбинського                                                                           | 2013             | DSpace                 |  |
| eaDNURT Дніпропетровського національного університету залізничного транспорту імені академіка Лазаряна                                                  | 2010, листопад   | DSpace                 |  |
| eNUOLAIR Національного університету «Одеська юридична академія»                                                                                         | 2015             | DSpace                 |  |
| OSACEAeR Одеської державної академії будівництва та архітектури                                                                                         | 2016             | DSpace                 |  |
| ebHNAU Харківського національного аграрного університету імені В.В. Докучаєва                                                                           | 2014             | DSpace                 |  |
| IRHlukhivNPU Глухівського національного педагогічного університету імені Олександра Довженка                                                            | 2018             | DSpace                 |  |
| epr.kntu.net.ua Херсонського національного технічного університету                                                                                      | 2012             | EPrints v3.            |  |
| rep.ksma.ks.ua Херсонської державної морської академії                                                                                                  | 2019             | EPrints v3.4.1         |  |
| eprints.library.odeku.edu.ua бібліотеки Одеського державного екологічного університету                                                                  |                  | EPrints v3.            |  |
| EIRZNTU Національного університету "Запорізька політехніка"                                                                                             | 2015             | DSpace                 |  |
| ChSTU repository Черкаського державного технологічного університету                                                                                     | 2019             | DSpace                 |  |
| elibrary.kubg.edu.ua Київського університету імені Бориса Грінченка                                                                                     | 2013             | EPrints 3.3.11.        |  |
| IERAR Інституту енциклопедичних досліджень НАН України                                                                                                  | 2021             | Omeka                  |  |
| ElarK-PNU Кам'янець-Подільського національного університету імені Івана Огієнка                                                                         | 2012             | DSpace                 |  |
| ElAr UIPA Української інженерно-педагогічної академії                                                                                                   |                  | DSpace                 |  |
| eUSPUIR Уманського державного педагогічного університету імені Павла Тичини                                                                             |                  | DSpace 6.3             |  |
| eNMAU Національної музичної академії України ім.П.І.Чайковського                                                                                        | 2022             | DSpace                 |  |
| Репозитарій Мелітопольського державного педагогічного університету імені Богдана Хмельницького                                                          | 2016             | EPrints 3.4            |  |
| eNUPPIR Національний університет «Полтавська політехніка імені Юрія Кондратюка»                                                                         |                  | DSpace                 |  |